# Разгильдеев, Пётр Анемподистович
Пётр Анемподистович Разгильдеев (1833—1900) — генерал от инфантерии, командир 13-го армейского корпуса.

## Биография
Родился 25 ноября 1833 года, происходил из дворян Иркутской губернии.
Образование получил в Орловском Бахтина кадетском корпусе и Дворянском полку, из которого выпущен 7 августа 1851 года в военную службу прапорщиком в лейб-гвардии Волынский полк, в котором и провёл значительную часть своей службы, причем в 1854 году 11 апреля получил чин подпоручика и 4 декабря — поручика; далее он последовательно получил чины штабс-капитана (30 августа 1857 года), капитана (7 апреля 1862 года) и полковника (4 апреля 1865 года). В полку Разгильдеев два с половиной года командовал ротой и почти два года — батальоном.
Боевая деятельность Разгильдеева в это время была довольно ограниченной. Так во время Крымской войны, когда ожидалась высадка англо-французского десанта в Эстляндии и под Петербургом, он находился в составе войск, назначенных для охраны побережья Балтийского моря. В 1863—1864 годах он находился в составе войск Варшавского военного округа и несколько раз участвовал в делах против польских мятежников, за отличие получил свой первый орден св. Анны 3-й степени.
24 апреля 1867 года Разгильдеев получил в командование 55-й пехотный резервный батальон и тогда же награждён орденом св. Станислава 2-й степени, а 7 сентября 1870 года был назначен командиром 20-го пехотного Галицкого полка, с которым в 1877 году выступил на Дунайский театр военных действий против Турции. За время мирной службы во главе Галицкого полка Разгильдеев был награждён орденами св. Анны 2-й степени (в 1872 году), св. Владимира 4-й степени (в 1875 году) и св. Владимира 3-й степени (в 1876 году).
Во время русско-турецкой войны Разгильдеев блестяще проявил себя во время многих сражений.
Предводительствуя Галицким полком, он отличился при взятии Никополя. При наступлении 3 июля на Никополь Галицкий полк усилил цепь стрелков и после непродолжительного учащённого огня по неприятелю, засевшему в завалах, на расстоянии шестисот шагов от цепи русских войск, во главе с полковником Разгильдеевым с криком «ура», бросился вперёд по совершенно открытой местности, обстреливаемой сильнейшим неприятельским ружейным огнём. Турки не выдержали натиска и стали быстро отходить к своим укреплениям. За это дело 6 июля 1877 года Разгильдеев был награждён орденом св. Георгия 4-й степени.
Потом он участвовал в двух штурмах Плевны, при которых он один уцелел и остался в живых из четырёх командиров полков 5-й пехотной дивизии и за оказанные им при этом отличия произведён 3 августа в генерал-майоры с назначением командиром 1-й бригады 2-й пехотной дивизии, находившейся под начальством генерал-майора Свиты Его Величества князя Имеретинского. Командуя этой бригадой, при атаке на редут у Ловчи 22 августа Разгильдеев был ранен в ногу, однако строя не оставил и продолжал руководить своими отрядами. Во многом благодаря его искусству и предусмотрительности потери в его бригаде были сравнительно меньшими по отношению к потерям в других отрядах, штурмовавших укрепления Ловчи. За это дело он 13 декабря получил золотую саблю с надписью «За храбрость».
10 сентября Разгильдеев за ранами оставил должность командира бригады и уехал на лечение в тыл. 5 января 1878 года он вернулся в действующую армию, состоял при штабе главнокомандующего и 2 марта был назначен командиром 1-й бригады 32-й пехотной дивизии, в каковой должности состоял до самого вывода русских войск из Болгарии. За отличия во время кампании Разгильдеев также имел ордена св. Станислава 1-й степени с мечами (1878 год) и св. Анны 1-й степени (1879 год).
1 декабря 1879 года Разгильдеев был назначен Каменец-Подольским губернским воинским начальником, а 8 марта 1880 года перемещён на ту же должность в Киевскую губернию. 24 сентября 1881 года он был назначен начальником 14-й местной бригады, 30 августа 1886 года произведён в генерал-лейтенанты, 8 мая 1887 года получил должность начальника 8-й пехотной дивизии. Этой дивизией Разгильдеев прокомандовал немногим более трёх лет и 18 сентября 1890 года был назначен командиром 3-й гвардейской пехотной дивизии, в 1898 году произведён в генералы от инфантерии.
9 августа 1894 года Разгильдееву был дан в командование 13-й армейский корпус. Среди прочих наград Разгильдеев имел ордена св. Владимира 2-й степени (1883 год) и Белого орла (1894 год).
Скончался он 26 декабря 1900 года в Санкт-Петербурге, похоронен на кладбище Воскресенского Новодевичьего монастыря.
Его сын Вадим был генерал-майором, кавалером ордена св. Георгия 4-й степени и в 1917 году командовал 3-й гвардейской пехотной дивизией.